# 잉그리시

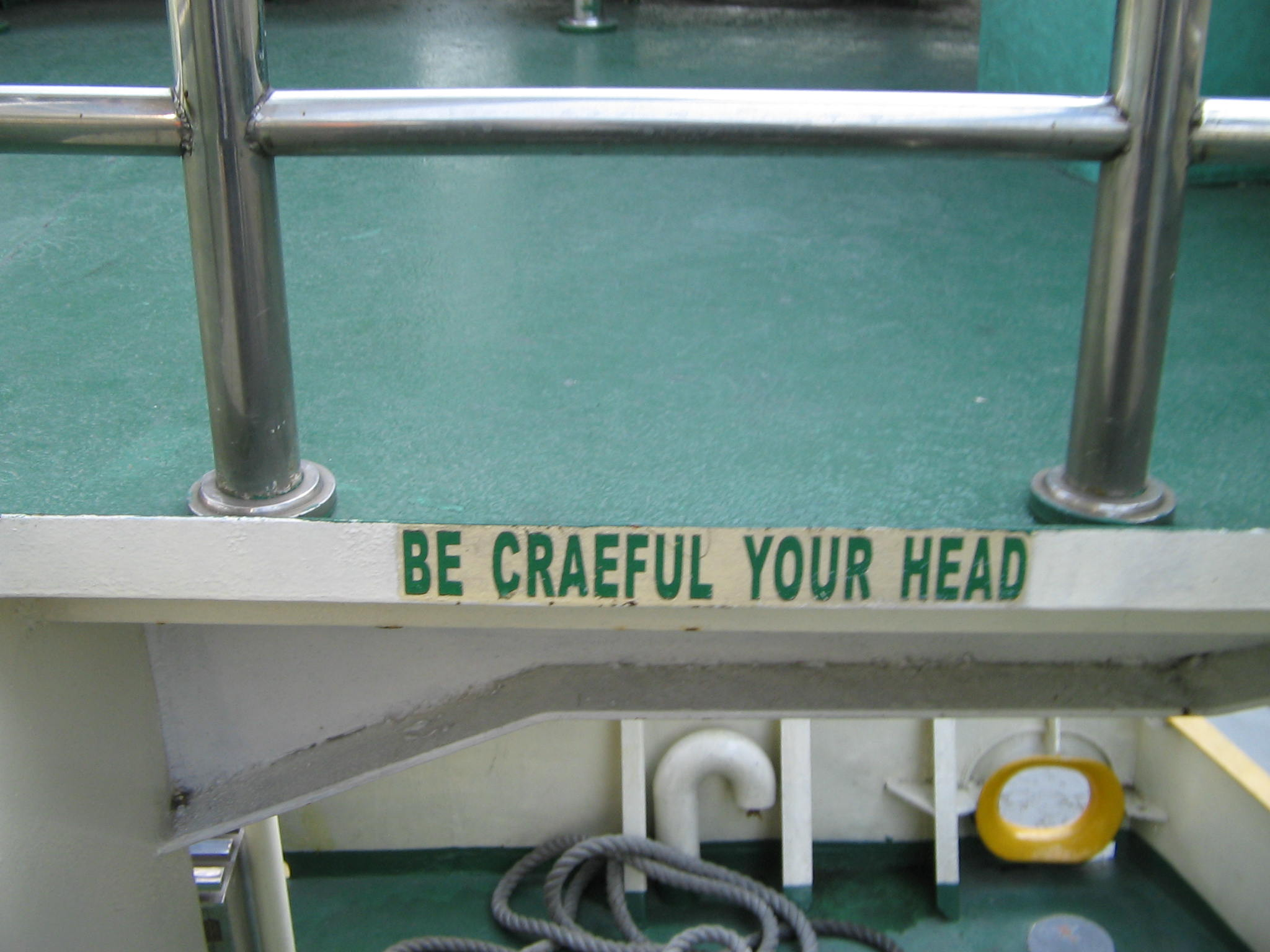
Engrish의 예, 'CAREFUL'이 'CRAEFUL'로 잘못 표기되어 있고, 문법 역시 오류가 있다. 알맞은 표현은 "WATCH YOUR HEAD".

잉그리시(Engrish)란 아시아권에 있는 사람이 영어로 문장을 쓰려고 했을 때 문법 등이 잘못된 영어 표현을 사용하는 것으로 영어권에서 일컫는 속어에 가까운 말이다.

## 어원
일본어 등 몇몇 아시아권 언어에서 R와 L 발음이 구별되지 않는 것에서 유래한 것이다. 한국에서는 콩글리시(Konglish), 일본에서는 재플리시(Japlish) 또는 쟁글리시(Janglish), 그리고 중국에서는 칭글리시(Chinglish)라고 하기도 한다.

## 같이 보기
- 한국어식 영어 (콩글리시)
- 일본어식 영어 (재플리시)
- 중국어식 영어 (칭글리시)
- 엉터리 영어